# Vagula järv
Vagula järv är en sjö i sydöstra Estland. Den ligger i Võru kommun i landskapet Võrumaa, 220 km sydost om huvudstaden Tallinn. Vagula järv ligger 69 meter över havet. Arean är 6,03 kvadratkilometer? Den sträcker sig 1,7 kilometer i nord-sydlig riktning, och 4,7 kilometer i öst-västlig riktning.
I omgivningarna runt Vagula järv växer i huvudsak blandskog. 
Såväl tillflöde som avvattning sker genom floden Võhandu jõgi. Följande samhällen ligger vid Vagula järv: Järvere (211 invånare) och Vagula (146 invånare).